# Post Tower
Post Tower (Почтовая башня) — небоскрёб в Бонне, Германия. Высота здания составляет 162 метра. Это здание 8-е по высоте в Германии и самое высокое за пределами Франкфурта-на-Майне. В доме 46 этажей, из них 5 находятся под землей и 41 над землей. Строительство небоскрёба было начато в 2000 и завершено в 2002 году.
Штаб-квартира компании Deutsche Post DHL.